# Carausius mancus
Carausius mancus är en insektsart som beskrevs av Brunner von Wattenwyl 1907. Carausius mancus ingår i släktet Carausius och familjen Phasmatidae. Inga underarter finns listade.